# Český výbor ICOM
Český výbor ICOM je jedním z národních výborů Mezinárodní rady muzeí ICOM. Jedná se o společenství muzeí a muzejních pracovníků v České republice. Český výbor ICOM vznikl roku 1994 jako nástupnická organizace Československého ICOMu.

## Poslání
Český výbor ICOM sdružuje česká muzea a muzejní pracovníky. Jedná se o profesní organizaci, která přispívá k profesnímu a morálnímu rozvoji. V českém prostředí implementuje výsledky práce ICOM jako jsou Etický kodex pro pracovníky muzeí (1986), Etický kodex pro přírodovědná muzea (2013), přispívá k zprostředkování muzejní práce veřejnosti, medializaci muzeí, bojuje proti krádežím a kupčení s uměleckohistorickými předměty a přírodninami, vypracovává postupy na ochranu a záchranu muzejních sbírek postižených přírodními a jinými katastrofami, zabývá se otázkou nehmotného kulturního dědictví, každoročně vyhlašuje program pro oslavu Mezinárodního dne muzeí 18. 5. atd. Práci českých muzejních pracovníků představuje na mezinárodní scéně, podporuje účast svých členů na konferencích mezinárodních výborů ICOM, dále podporuje publikační a výstavní činnost.

## Historie
Český výbor ICOM vznikl v roce 1994 jako nástupnická organizace Československého výboru ICOM (na Slovensku vznikl Slovenský komitét ICOM). Československý ICOM byl založen v roce 1946, Československo patřilo mezi 14 zakládajících členů ICOM. V letech 1971–1977 byl předsedou světového ICOMu Jan Jelínek. Díky iniciativě českých muzejníků byl v roce 1972 založen Mezinárodní výbor pro muzea a sbírky vědy a techniky CIMUSET, v roce 1977 Mezinárodní výbor pro muzeologii ICOFOM.
V roce 1994 se rozdělil Československý výbor ICOM na Český výbor ICOM a Slovenský komitét ICOM.

### Seznam předsedů
Československý výbor ICOM
- 1946–1953 Josef Cibulka
- 1953–1959 Ferdinand Prantl
- 1959–1968 Vladimír Denkstein
- 1968–1989 Josef Kuba
- 1990–1994 Jana Součková

Český výbor ICOM
- 1994–2000 Jana Součková
- 2000–2006 Kateřina Tlachová
- 2006–2012 Zuzana Strnadová
- 2012–2015 Milan Hlaveš
- 2015–2020 Martina Lehmannová
- 2020- Gina Renotière

## Definice muzea
Muzeum je nezisková, permanentně působící instituce ve službách společnosti a jejího rozvoje, otevřená veřejnosti, která získává, uchovává, odborně zpracovává, zprostředkovává a vystavuje hmotné a nehmotné dědictví lidstva a jeho životního prostředí za účelem vzdělávání, studia a potěšení. (2007)
Aktuálně platná definice muzea byla schválena v roce 1974 na generální konferenci ICOM v Kodani. Od té doby prošla drobnými úpravami, naposledy v roce 2007. 
V roce 2019, na 25. generální konferenci ICOM konané v japonském Kjótu byla předložena ale neschválena definice muzea: Muzea jsou polyfonními místy demokratizace, inkluze, v nichž probíhá kritický dialog o minulosti a budoucnosti. Uznávají a řeší konflikty a výzvy současnosti, uchovávají artefakty a příklady pro blaho společnosti, chrání rozmanité vzpomínky pro budoucí generace a zaručují všem lidem stejná práva a rovný přístup k dědictví. Návrh ale naznačuje směr, kterým se debaty o nové muzejní definici budou ubírat.